# Георгиос Франгакос
Георгиос Франгакос или капитан Малеас (на гръцки: Γεώργιος Φραγκάκος, Καπετάν Μαλέας) е гръцки офицер и революционер, деец на Гръцката въоръжена пропаганда в Македония от началото на XX век.

## Биография
Георгиос Франгакос е роден през 1879 година в Яницаника, днес квартал на Каламата, Гърция. До 1907 година служи в гръцката армия в Лариса с чин сержант, след което се прехвърля във вътрешността на Македония. Действа заедно с четата на Михаил Анагностакос (капитан Матапас) в района на Олимп и Катеринско. От края на 1907 година до средата на 1908 година е самостоятелен войвода в областта, а негови четници са лейтенант Манусос Канаваракос (капитан Манусос), сержант Дзанетос Пиеруцакос, Йоанис Козиянис от Гитио, Григорис Килакос и Н. Салимидис от Ареополи. Води сражение през април 1907 година с турска армия в Литохоро, със смесена българо-влашка чета на ВМОРО на 4 февруари 1908 година и с влашка чета на 29 февруари 1908 година. Подсигурява границата с Гърция, откъдето започват редовни доставки на оръжие, като дотогава е използван рискованият транспорт по море. За неговата дейност султан Абдул Хамид II обявява цена за главата му от 5000 турски лири. Гръцкият генерален консул в Османската империя оценява качествата и дейността му на много високо ниво.
По-късно се завръща в армията, става член на Военната лига и се пенсионира с чин лейтенант. Умира в Атина през 1954 година.